# Эглия
Эглия (Эгел; финик. Egliya) — царь Библа в первой половине XVII века до н. э.

## Биография
Эглия известен только из двух иероглифических надписей, обнаруженных на вотивных предметах. В одной из них от его имени сообщается о возведении в Библе храма египетской богини Нут, построенного из камня и ливанского кедра. Во второй Эглия просит богиню Нут и бога Гора наслать болезнь («гниение») на некую оскорбившую его персону, а ему и его сыну дать здоровье и благословение. Несмотря на то, что имя Эглии имеет аморейское происхождение, в обеих надписях его имя передано через египетскую огласовку как Акай (Akay) или Акари (Akary).
На основании этих исторических источников современные историки делают вывод, что Эглия был правителем Библа. Его правление датируется первой половиной XVII века до н. э. (иногда более точно: между 1690 и 1670 годом до н. э.). Предшественником Эглии на престоле был его брат Ипшемуаби II. О том, кто был их отцом, среди востоковедов нет единого мнения. Одни считают предшественником Ипшемуаби II, унаследовавшего престол после смерти отца, Абишему II, другие — Илимияни. Вероятно, Эглия принадлежал к династии библских правителей, основанной царём Абишему I. В этом случае он — последний достоверно известный представитель этой династии, так как о его сыне каких-либо сведений не сохранилось. Следующим известным из источников царём Библа был Риб-Адди, деятельность которого датируется первой половиной XIV века до н. э.